# The New-England Courant
The New-England Courant foi um jornal semanal localizado na cidade de Boston, nos Estados Unidos. Foi o terceiro jornal da cidade e o primeiro do país a compartilhar conteúdo literário e ensaios humorísticos, além de informações cotidianas, em uma única folha e utilizando as suas duas faces. Seu principal atrativo era a publicação de cartas dos leitores.
Fundado em 7 de agosto de 1721 por James Franklin, irmão de Benjamin Franklin, o periódico ficou em atividade até o ano de 1726.
Benjamin Franklin, então um jovem de 16 anos, trabalhava como tipógrafo e para ter alguns artigos publicados, enviou cartas para a redação do jornal utilizando o pseudônimo de Mrs. Silence Dogood, passando-se por uma senhora viúva de meia idade. Foram 12 cartas publicadas e tudo isso ocorreu, após o jornal impedir que artigos com a sua assinatura fossem publicados.